# ¡Ahora caigo!
¡Ahora caigo! fue un programa de televisión emitido por Antena 3 y presentado por Arturo Valls. Se trataba de la adaptación española del concurso israelí La'uf al HaMillion (en hebreo: לעוף על המיליון‎ Volar hacia el millón) de Canal 10, producido en España por Gestmusic (del grupo Banijay).

## Historia
¡Ahora caigo! se estrenó el 6 de julio de 2011 y fue emitido en las noches de los martes o miércoles, dependiendo de la semana, en Antena 3. El 22 de agosto de 2011, la primera cadena de Atresmedia suprimió El diario para exponer una versión diaria de este concurso, emitiéndose de lunes a viernes a las 17:45h con 100 000 € en juego.
El 28 de septiembre de 2011, finalizó la primera temporada con una media de más de dos millones de espectadores y casi una 14 % de cuota de pantalla. El 7 de diciembre de 2011 volvió con un especial para sustituir el lugar que dejó Tu cara me suena. El viernes 14 de septiembre de 2012 se emitió un especial "Vuelta al cole" con niños colegiales como concursantes.
El 23 de noviembre de 2015, el formato fue remodelado, conservando algunas funciones y añadiendo otras. Por ejemplo, cuando el concursante central es derrotado, ya no acaba la partida, sino que el oponente que le ha ganado pasa a ser el concursante central, acumulando el dinero que ya tenía y optando a llevarse los 100 000 € de premio. Otro ejemplo, cuando el concursante central utiliza un comodín, el oponente optará a quedarse con él pudiendo tener otra oportunidad al fallar. Del mismo modo, aparte del duelo clásico, se añadieron las pruebas "Entre tres" y "Adivina" Por su parte, el 19 de septiembre de 2017, también se añadieron algunas pruebas más, siendo estas "Palabra gallina" y "Vaya lío", además de introducir un método para elegir al concursante central entre los once participantes, de modo que se les haría una pregunta y, el que la respondiera correctamente y en el menor tiempo a través de una tableta, se convertiría en concursante central.
En el verano de 2019, Antena 3 optó por no emitir reposiciones como había hecho en otras ocasiones. De este modo, durante las vacaciones de Arturo Valls, Silvia Abril tomó las riendas del concurso hasta el 30 de agosto de 2019.
Con la llegada de Pasapalabra en mayo de 2020 a las tardes de Antena 3, el programa y ¡Boom! adelantaron su emisión en una hora. Esto causó la bajada de audiencia del programa de Arturo Valls, por lo que provocó cambios en la mecánica que llegarían el 16 de febrero de 2021, elevando sus datos en el estreno de la mecánica al 13% de cuota de pantalla. Esta "nueva versión" del programa ya se pudo ver en la versión italiana del concurso, Caduta libera.
Debido a sus cada vez más discretos datos de audiencia, la última emisión diaria del programa tuvo lugar el 2 de julio de 2021. En su lugar, la serie turca Tierra amarga comenzó a emitirse en su horario desde la semana del 5 de julio. No obstante, como quedaron programas por emitir, Antena 3 reubicó los últimos programas en las tardes de los sábados y los domingos entre el 17 de julio y el 1 de agosto del mismo año. El programa se despidió el 1 de agosto de 2021 con un especial por su 10.º aniversario.

## Presentadores
| Presentadores   | Información                      |      |      |      |      |      |      |      |      |      |      |      |
| Presentadores   | Información                      | 2011 | 2012 | 2013 | 2014 | 2015 | 2016 | 2017 | 2018 | 2019 | 2020 | 2021 |
| --------------- | -------------------------------- | ---- | ---- | ---- | ---- | ---- | ---- | ---- | ---- | ---- | ---- | ---- |
| Arturo Valls    | Presentador, actor y humorista   |      |      |      |      |      |      |      |      |      |      |      |
| Carlos Sobera   | Presentador y empresario teatral |      |      |      |      |      |      |      |      |      |      |      |
| Jorge Fernández | Presentador                      |      |      |      |      |      |      |      |      |      |      |      |
| Juanra Bonet    | Presentador                      |      |      |      |      |      |      |      |      |      |      |      |
| Silvia Abril    | Presentadora, humorista y actriz |      |      |      |      |      |      |      |      |      |      |      |
| El Monaguillo   | Humorista                        |      |      |      |      |      |      |      |      |      |      |      |
| Eugeni Alemany  | Presentador y humorista          |      |      |      |      |      |      |      |      |      |      |      |

     Presentador titular
     Presentador sustituto
     Presentador especial

## Tipos de pruebas
Hay cinco tipos de pruebas más la de la elección del central: clásico, entre tres, adivina, palabra gallina y vaya lío.

### Elección del central
Los once concursantes deben responder rápidamente a una pregunta desde una tableta. El primero en responder correctamente será el concursante central.

### Clásico
Es el duelo que usan desde que comenzó el programa. Es un duelo del mismo tipo que el ahorcado.

### Entre tres
Hay preguntas con tres respuestas fijas, el que falle una pregunta, pierde y cae por la trampilla, a menos que tenga comodines.

### Adivina
Hay que buscar algo, se van a estar dando pistas, y el que antes lo adivine, permanece jugando como concursante central, a menos que el otro tenga comodines.

### Palabra gallina
Se escucha la canción original, en unas de las palabras se escucha la voz de la gallina y el concursante deberá adivinarlas.

### Vaya lío
Es como el duelo clásico, pero que la respuesta está ahí desde el principio, aunque que las letras están desordenadas y el concursante deberá ordenarlas, lo que se conoce como un anagrama.

### Duelo final
Desde el 15 de febrero de 2021, con la introducción de la nueva mecánica, el concursante central debe enfrentarse a 10 preguntas y responderlas en 2 minutos para poder llevarse el dinero acumulado en el programa. Esta prueba ya se pudo ver en programas especiales anteriores, como "Los 11 fantásticos" o el "Especial Niños". Si el concursante contesta correctamente todas las preguntas, se llevará el bote acumulado; en cambio, caerá por la trampilla. En todo caso, si gana o pierde vuelve al programa siguiente, hasta que no venga derrotado por otro oponente.

## Mecánica del concurso (2021)
El 15 de febrero de 2021 comenzó una nueva etapa en Ahora Caigo con la introducción de una nueva mecánica. A partir de ahora, el concursante que acabase el programa en la casilla central volvería a concursar en el programa siguiente.
Por otra parte, el número de monedas se duplicó, con un total de 20 posibilidades, aumentando el valor de las mismas. Estas monedas se dividirían en las 10 casillas de los concursantes, pero ahora habrá dos posibilidades de monedas a elección del concursante central. Estas se dividen en la moneda de la huella blanca y la de la huella negra.
Las monedas actuales pueden sumar un máximo de 300.000 euros si se consigue la combinación perfecta de elecciones. Para ello, el concursante tendrá las siguientes monedas como opciones: 50.000€ (1), 25.000€ (2), 15.000€ (3), 5.000€ (4), 1.000€ (5), 1€ (1), X2 (Duplica la cantidad), ÷2 (Divide entre dos la cantidad), Comodín Extra y Lo pierdes todo.
A diferencia de la mecánica anterior, solo se producirán 8 duelos, sin posibilidad de plantarse. Una vez terminados los 8 duelos, aquellos concursantes que no hayan sido elegidos volverán al próximo programa y el central se enfrentará al Duelo Final para intentar llevarse a casa el dinero acumulado en el programa.
El concursante central deberá llegar al Duelo Final con al menos 5.000€. En caso contrario, se le asignarán automáticamente. Es decir, el Duelo Final nunca se jugará con una cantidad menor.
En esta nueva mecánica, el récord fue para Borja Santamaría, quién resistió 32 programas y logró un premio total de 131.004 €, siendo su último programa el emitido el 20 de mayo de 2021.

## Antigua mecánica (2011-2021)
Once concursantes responden a una pregunta a través de una tableta (elección del central). El primero en responder estará situado en el centro del plató con una trampilla como las de los diez oponentes contra los que tiene que concursar. La persona que está en el centro debe elegir por turnos a un oponente, alternando entre chico y chica cada vez.
Una vez elegido el oponente, comienza el duelo. Hay cinco pruebas: responder preguntas rápidamente con un límite de tiempo de 30 segundos (duelo clásico), de tres posibles respuestas elegir la correcta en 5 segundos (Entre tres), adivinar la respuesta con pistas en 5 segundos (Adivina), resolver la respuesta a la pregunta a través de un anagrama (Vaya lío) y encontrar el fragmento de canción que se esconde tras el cacareo de la gallina (Palabra gallina). Si el concursante central no sabe la respuesta, puede usar los comodines que tenga (hasta 3), para que el oponente responda la pregunta en su lugar. De contestarla correctamente, obtendrá el comodín. Si el oponente no responde la pregunta bien, el mismo es eliminado y se le dará la vuelta a la moneda en el lugar que estaba situado y se obtendrá uno de los siguientes premios: 1 €, 500 €, 1000 €, 2000 € y 5000 € y la Gallina Dobladora en la Diaria.
La Gallina Dobladora es una moneda en la que detrás hay un premio (1 €, 500 €, 1000 €, 2000 € y 5000 €) en el que se dobla (por ejemplo, si hay 5000 €, se obtendrán 10 000 €). En el caso de que el gran premio fuera de 200 000 €, la moneda era uno de los siguientes premios: 1 €, 1000 €, 3000 €, 6000 € y 12 000 €.
En caso de que el concursante del centro no acierte la pregunta y no tenga más comodines, se caerá por la trampilla y el oponente elegido por él/ella se convertirá en el concursante central.
El jugador se puede plantar con la mitad del dinero que lleve acumulado después de abatir a 8 oponentes y con la totalidad del dinero después de deshacerse de 9 oponentes. En caso de que desee seguir después de los 8 oponentes, se le regalará a este un comodín. Si desea continuar después del 9.º oponente, podrá optar al gran premio de los 100 000 € abatiendo a los 10 oponentes.
Si en el duelo contra el décimo oponente el concursante central pierde, la persona restante se llevará todo el dinero que este haya acumulado durante el resto del programa; es decir, 9 premios. Por tanto, lo máximo que se puede llevar en este caso son 22 001 € y lo mínimo 12 002 €.

## Programas especiales
Durante el trayecto del concurso, han sido muchos los especiales realizados en el programa. Durante estos especiales en los que intervenían famosos como concursantes, el premio ganado era donado a una ONG escogida por el concursante conocido que había ganado el premio.

## Ganadores
| Concursante                 | Procedencia       | Ocupación                                  | Programa ordinario o especial   | Premio            |
| --------------------------- | ----------------- | ------------------------------------------ | ------------------------------- | ----------------- |
| Alberto                     | Pontevedra        | Arquitecto                                 | Especial: Famosos               | 200.000€          |
| Vito González Calvo         | León              | Químico                                    | Especial: Trajes regionales     | 200.000€          |
| Alberto Meseguer            | Guadalajara       | Ordenanza sanitaria                        | Especial: Halloween             | 100.000€          |
| David Gurpegui              | Navarra           | Estudiante                                 | Especial: ¡Ahora Caigo! Navarra | 100.000€          |
| Fernando González de Zárate | Álava             | Masajista                                  | Especial: Fiestas de La Blanca  | 100.000€          |
| Álex Calleja                | Calahorra         | Estudiante de Ingeniería Química           | Original                        | 100.000€          |
| Ángel Díaz                  | Ciudad Real       | Profesor de Física y Química               | Original                        | 100.000€          |
| Antonio Castilla            | Barcelona         | Monitor de musculación                     | Original                        | 100.000€          |
| Bárbara                     | Barcelona         | Abogada                                    | Original                        | 100.000€          |
| Cristina                    | Murcia            | Química y analista de laboratorio          | Original                        | 100.000€          |
| Fali Morillas               | Barcelona         | Estudiante de Ciencias Políticas y Derecho | Original                        | 100.000€          |
| Fernando Sánchez            | Barbate           | Estudiante de Farmacia                     | Original                        | 100.000€          |
| Francisco Javier Casado     | Baracaldo         | Parado                                     | Original                        | 100.000€          |
| José Ángel Geljo Gavín      | Huesca            | Fisioterapeuta                             | Original                        | 100.000€          |
| Javier Fernández            | Murcia            | Inventor                                   | Original                        | 100.000€          |
| Javier Ruiz                 | Huelva            | Estudiante de Medicina                     | Original                        | 100.000€          |
| Jesús Garrido               | Puerto de Sagunto | Nutricionista                              | Original                        | 100.000€          |
| Moisés León                 | Zaragoza          | Comercial                                  | Original                        | 100.000€          |
| Paky Patrón                 | Cádiz             | Directora financiera                       | Original                        | 100.000€          |
| Rubén Montaño               | Sevilla           | Periodista                                 | Original                        | 100.000€          |
| Sara                        | Torremolinos      | Enfermera                                  | Original                        | 100.000€          |
| Sarai Gutiérrez             | Santander         | Reponedora                                 | Original                        | 100.000€          |
| Sergio Losada               | Orense            | Conductor de motobomba                     | Original                        | 100.000€          |
| Daniela                     | Barcelona         | Estudiante                                 | Especial: Niños                 | Todos los premios |

## ¡Ahora caigo!en el mundo
| País           | Título                                                  | Cadena                       | Presentador                                       | Estreno                 | Premio máximo                                                                                |
| -------------- | ------------------------------------------------------- | ---------------------------- | ------------------------------------------------- | ----------------------- | -------------------------------------------------------------------------------------------- |
| Alemania       | Ab durch die Mitte                                      | Sat.1                        | Daniel Boschmann                                  | 2 de julio de 2012      | 50 000 €                                                                                     |
| Argentina      | ¡Ahora caigo!                                           | El Trece                     | Darío Barassi                                     | 5 de junio de 2023      | 10 000 000 $                                                                                 |
| Bélgica        | Valkuil                                                 | VTM                          | Kürt Rogiers                                      | 5 de enero de 2015      | 5000 €                                                                                       |
| Bélgica        | Still Standing                                          | RTL-TVI                      | Jean-Michel Zecca                                 | 2016                    | 25 000 €                                                                                     |
| Brasil         | Quem Fica em Pé?                                        | Band                         | José Luiz Datena                                  | 9 de abril de 2012      | 100 000 R$                                                                                   |
| Brasil         | Acerte ou Caia!                                         | Record                       | Tom Cavalcante                                    | 25 de agosto de 2024    | 300 000 R$                                                                                   |
| Chile          | ¡Ahora caigo!                                           | Televisión Nacional de Chile | Daniel Fuenzalida                                 | 4 de marzo de 2024      | $1 000 000 de pesos                                                                          |
| China          | 一站到底 Yi zhan daodi                                  | Jiangsu TV                   | Li Hao & Guo Xiaomin                              | 2 de marzo de 2012      | Viaje entre 250 000 ¥-1 000 000 ¥                                                            |
| Ecuador        | ¡Ahora caigo!                                           | Teleamazonas                 | Victor Aráuz                                      | 6 de marzo de 2024      | 750$ USD                                                                                     |
| España         | ¡Ahora caigo!                                           | Antena 3                     | Arturo Valls                                      | 6 de julio de 2011      | 200 000 € (prime time)                                                                       |
| España         | ¡Ahora caigo!                                           | Antena 3                     | Arturo Valls                                      | 22 de agosto de 2011    | 100 000 € (diario)                                                                           |
| Estados Unidos | Who's Still Standing?                                   | NBC                          | Ben Bailey                                        | 19 de diciembre de 2011 | 1 000 000 $                                                                                  |
| Francia        | Still Standing                                          | D8                           | Julien Courbet                                    | 2016                    | 25 000 €                                                                                     |
| Grecia         | Still Standing                                          | ANT1                         |                                                   |                         | 30 000 €                                                                                     |
| Hungría        | Maradj talpon!                                          | M1 Duan TV                   | Gundel Takács Gábor                               | 3 de octubre de 2011    | 25 000 000 Ft.                                                                               |
| India          | Still Standing                                          | Mazhavil Manorama            | Adil Ibrahim                                      |                         | 1 000 000 Rs                                                                                 |
| Israel         | לעוף על המיליון Lauf al Hamiliyon (Creador del formato) | Canal 10                     | Yaron Brovinsky                                   | 20 de diciembre de 2010 | 1 000 000 ₪                                                                                  |
| Italia         | Caduta libera                                           | Canale 5                     | Gerry Scotti                                      | 4 de mayo de 2015       | 100 000 € (primera edición) 300 000 € (segunda y tercera edición) 500 000 € (cuarta edición) |
| Liga Árabe     | المصيدة El masyadeh                                     | MBC1                         | Badr Al Zeidan                                    | 23 de octubre de 2013   | 1 000 000 SR                                                                                 |
| Tailandia      | Still Standing Thailand                                 | BBTV CH7                     | Varavuth Jenthanaku                               | 1 de octubre de 2015    | 1 000 000 ฿                                                                                  |
| Turquía        | Eyvah Düşüyorum                                         | Star TV                      | Eser Yenenler                                     | 6 de enero de 2012      | 500 000 TL                                                                                   |
| Uruguay        | ¡Ahora Caigo! Uruguay                                   | Canal 4                      | Gustaf van Perinostein (junto a Agustina Morales) | 3 de agosto de 2022     |                                                                                              |
| Uruguay        | ¡Ahora Caigo Kids!                                      | Canal 4                      | Gustaf van Perinostein (junto a Agustina Morales) |                         |                                                                                              |
| Vietnam        | Người đứng vững - Still Standing Vietnam                | HTV7                         | Huy Khánh                                         |                         | 100 000 000 VND                                                                              |

## Audiencias
| Temporada         | Espectadores | Cuota de pantalla |
| 2011 (prime time) | 2 039 000    | 13,8%             |
| 2011/12 (1.ª)     | 1 455 000    | 15,0%             |
| 2012/13 (2.ª)     | 1 593 000    | 16,2%             |
| 2013/14 (3.ª)     | 1 444 000    | 15,0%             |
| 2014/15 (4.ª)     | 1 403 000    | 14,5%             |
| 2015/16 (5.ª)     | 1 431 000    | 14,8%             |
| 2016/17 (6.ª)     | 1 378 000    | 14,2%             |
| 2017/18 (7.ª)     | 1 510 000    | 14,5%             |
| 2018/19 (8.ª)     | 1 496 000    | 15,2%             |
| 2019/20 (9.ª)     | 1 097 000    | 10,7%             |
| 2020/21 (10.ª)    | 985 000      | 9,9%              |
| ----------------- | ------------ | ----------------- |